# Mius
Mius (ukr. Міус Mius, ros. Миус Mius) – rzeka na wschodniej Ukrainie i w Rosji, mierząca 258 km długości. Uchodzi do Morza Azowskiego w Taganrogu.
Latem 1943 nad rzeką Mius doszło do ofensywy Armii Czerwonej pod kryptonimem operacja Mius.